# Chersonesia tiomana
Chersonesia tiomana är en fjärilsart som beskrevs av Henry Maurice Pendlebury 1933. Chersonesia tiomana ingår i släktet Chersonesia och familjen praktfjärilar. Inga underarter finns listade i Catalogue of Life.